# Chromeurytoma beerwahi
Chromeurytoma beerwahi är en stekelart som först beskrevs av Girault 1926.  Chromeurytoma beerwahi ingår i släktet Chromeurytoma och familjen puppglanssteklar. Inga underarter finns listade.